# Ningal
Ningal, auch Ningaldi (Laut rufende Herrin), ist eine mesopotamische Göttin. Sie war die Gattin des Mondgottes Nanna, Tochter des Enki und der Ningikuga. Zu ihren Kindern zählen der Sonnengott Utu und die Kriegs-, Liebes- und Fruchtbarkeitsgöttin Inanna. Ihr geweiht war der Tempel Egipar in Ur.
Der sumerographisch geschriebene Namen NIN.GAL „Große Herrin“ ist eine Umdeutung des ursprünglich semitischen Namens Ningal (< ursemit. *mingal- ‚Sichel‘).
Ningal fand Eingang in verschiedene Panthea, meist unter dem Namen Nikkal. Als solche wurde sie von den Hurritern übernommen und wurde dann auch bei den Hethitern verehrt und spielte als Eidgöttin eine nicht unbedeutende Rolle. Sie wird in einer hurritischen Hymne aus Ugarit besungen. Sie wird im hethitischen Felsheiligtum von Yazılıkaya bildlich dargestellt.
Als Frau des Mondgottes von Harran wurde sie auch von den Aramäern verehrt.